# Шломо Гілєль
Шломо Гілєль (івр. שלמה הלל; 23 квітня 1923, Багдад — 8 лютого 2021, Раанана) — ізраїльський політичний і державний діяч, спікер кнесету, міністр внутрішньої безпеки Ізраїлю і міністр внутрішніх справ Ізраїлю. Він також був послом Ізраїлю в ряді країн Африки. Лауреат Премії Ізраїлю за державну і суспільну діяльність (1998 рік).

## Біографія
Шломо Гілєль народився в Багдаді, в Іраку 23 квітня 1923 року. Сім'я Шломо репатріювалася до Ізраїлю в 1934 році, коли йому було 11 років.
Після закінчення гімназії «Герцлія» в Тель-Авіві, він пройшов підготовку в сільськогосподарському кібуці Дганія-Алеф, а потім в Пардес-Хані. Гілєль був секретарем єврейської скаутської групи, яка виникла в кібуці Мааган-Міхаель. У 1945 році Гілєль і його колеги працювали на заводі боєприпасів Агани, розташованому під виглядом пральні в підвалі в Реховоті.
Він вивчав політичні науки, економіку та державне управління в Єврейському університеті в Єрусалимі. В 1952 році одружився з Тамімою Гілєль, у них двоє дітей, син і дочка.

## Політична кар'єра
На виборах до Кнесету 1951 року Гілєль виступав в списку соціал-демократичної партії Мапай. І хоча на виборах він не зміг пройти в кнесет, він все-таки став депутатом дещо пізніше, 21 грудня 1952 року, замінивши померлого Еліягу Га-Кармелі.
Був обраний у Кнесет в 1955 році, але пішов з депутатської роботи незадовго до нових виборів, оскільки був призначений послом в Гвінеї (1959). У 1961 році він стає послом в Кот-д'Івуарі, Дагомєє, Республіці Верхня Вольта і Нігері, а потім членом ізраїльської делегації в Організації Об'єднаних Націй (1963—1967). Шломо Гілєль повернувся до Ізраїлю в 1967 році, і займав посаду заступника директора Міністерства закордонних справ до 1969 року.
У 1969 році Гілєль повернувся в кнесет від блоку «Маарів». Був депутатом Кнесету з 1969 по 1992 рік. Був міністром внутрішньої безпеки між (1969—1977), а також міністром внутрішніх справ в 1974—1977 роках. Був обраний Головою Кнесету 11-го скликання (1984—1988).